# 11956 Tamarakate
A 11956 Tamarakate (ideiglenes jelöléssel 1994 CL14) a Naprendszer kisbolygóövében található aszteroida. Eric Walter Elst fedezte fel 1994. február 8-án.